# Инцидент с Ту-134 в Одессе (1988)
Инцидент с Ту-134 в Одессе — авиационный инцидент, произошедший в субботу 31 декабря 1988 года в аэропорту Одессы с самолётом Ту-134А, который при пробеге после посадки выкатился за пределы взлётно-посадочной полосы и остановился лишь в полутора метрах от схода на грунт.
Причиной стало грубое нарушение экипажем инструкций, в результате чего авиалайнер произвёл посадку на скорости значительно выше допустимой — 415 км/ч. Ни один пассажирский самолёт никогда не осуществлял посадку с такой высокой скоростью.

## Описание
Ту-134А Калининградского объединённого авиаотряда (Белорусское УГА) с регистрационным номером СССР-65011 (заводской — 46140, серийный — 33-10) был выпущен заводом ХГАПП 20 февраля 1976 года. 27 февраля того же года он был передан МГА СССР и изначально летал в составе 1-го Минского объединённого авиаотряда, а в 1978 году был уже переведён в состав Калининградского авиаотряда.
31 декабря 1988 года самолёт выполнял регулярный рейс Калининград—Одесса. Его лётный экипаж состоял из командира Крантова Л. П., второго пилота Макеенко А. М., штурмана Сафонова А. В. и бортмеханика Ярошевича А. А. О числе стюардесс данных нет. Всего на борту находились 76 пассажиров.
При подходе к Одессе экипажу была передана информация о погоде: шторм, ветер до 11 м/с, видимость 6 километров, дымка, кучевые облака с нижней границей 1500 метров. Экипаж подготовился к заходу на посадку с магнитным курсом 340°, после чего начал снижение. В нарушение инструкций и в связи с невыпущенной механизацией, спуск проходил по крутой траектории на скорости 600—570 км/ч, то есть выше допустимой. Об этом пилотов предупредил сигнал «Скорость велика», прозвучавший при проходе высоты 7500 метров, но экипаж не принял соответствующих мер. Авиалайнер находился на высоте 5700 метров и в 70 километрах от аэропорта, когда диспетчер разрешил выполнять выход на посадочный курс 160°. Командир, ещё не осознавая всей сложности, тут же принял решение осуществлять прямой заход с курсом 160°. Продолжая снижение на высокой скорости (о чём пилотов предупредил сигнал на высотах 4400 и 3000 метров), самолёт снизился до эшелона перехода — 900 метров.
Скорость авиалайнера была 465—460 км/ч, когда командир дал команду выпустить шасси, хотя максимальная допустимая скорость для этого — 400 км/ч. Тем не менее, бортмеханик, в нарушение РЛЭ, эту команду выполнил. Со скоростью 440—450 км/ч (вместо рекомендованной 330 км/ч) и с вертикальной скоростью выше допустимой, Ту-134 начал заходить на посадку, при этом командир постоянно сбрасывал сигнализацию о высокой скорости приближения к земле (ССОС). Тем не менее, механизацию крыла он поначалу не выпускал, так как понимал, что на такой высокой скорости набегающий воздушный поток может серьёзно её повредить. Максимально допустимая скорость при посадке по условиям прочности основного шасси — 330 км/ч. Но в 11:21 Ту-134 коснулся ВПП аэропорта Одессы на скорости значительно более высокой — 415 км/ч, испытав при этом перегрузку в 1,25g.
Касание ВПП произошло в 800—900 метрах от её торца. Через пару секунд были выпущены интерцепторы, а ещё через 6 секунд, когда скорость снизилась до 380 км/ч — закрылки. Реверс пилоты не отключали до окончания пробега. Из-за высокой посадочной скорости самолёт выкатился за ВПП на концевую полосу безопасности и, проехав её полностью, остановился лишь в полутора метрах от схода на грунт.
На борту самолёта никто не пострадал. Значение посадочной скорости в 415 км/ч может считаться мировым рекордом в гражданской авиации, так как не известно ни одного достоверного случая посадки самолётов при таком её значении. Даже у сверхзвуковых Ту-144 и Concorde посадочная скорость составляет 290—330 км/ч.

## Причины
Непосредственными причинами инцидента стали выполнение захода на посадку, производство расчета и посадки без выпущенной механизации, а также посадка на запредельной скорости (415 км/ч, вместо максимально допустимой 330 км/ч). Однако первопричиной этого стало нарушение командиром дисциплины, которое выразилось в невыполнении повторной предпосадочной подготовки и проверки по карте выполненных операций, когда посадочный курс был изменён с 340° на 160° (то есть на 180°). Вместо захода на посадку по установленной схеме через ДПРМ командир Крантов принял решение осуществлять прямой заход на посадку с высоты 5700 метров (около 18 700 футов) при расстоянии 70 километров (37,8 миль). Также на запредельных скоростях производились спуск с эшелона полёта на эшелон перехода (570—600 км/ч), выпуск шасси (465 км/ч) и снижение по посадочной глиссаде (440—450 км/ч).

## Дальнейшая судьба самолёта
Ту-134А борт 65011 (теперь уже RA-65011) после распада СССР и в связи с ликвидацией МГА СССР остался в составе бывшего Калининградского отдельного авиаотряда и вместе с ним перешёл сначала в состав Внуковских авиалиний, а затем в новообразованную компанию Калининград Авиа. После ликвидации последней авиалайнер перешёл к её наследнице — КД авиа. В 2000 году при капитальном ремонте (КР6) на АРЗ-407 борт 65011 был оснащён новыми двигателями, тем самым переделан в модель Ту-134А-3.
В настоящее время самолёт находится на территории аэропорта Храброво и используется как тренажёр службы поискового и аварийно-спасательного обеспечения полётов.